# Українсько-маврикійські відносини
Українсько-маврикійські відносини — відносини між Україною та Республікою Маврикій.
Маврикій визнав незалежність України 8 червня 1992 року. Країни встановили дипломатичні відносини 12 жовтня 1992 року.
Станом на 2013 рік на Маврикію діяло Почесне Консульство України у місті Порт-Луї.